# Xiaomi Mi A3
 (mars 2025).
Le Xiaomi Mi A3 est le troisième smartphone de la série Android One co-développée avec Google et Xiaomi.

## Caractéristiques

### Matériel
Le téléphone est équipé d'un écran 6,088 pouces HD+. Il s'agit d'un écran Super Amoled d'une résolution de 283 pixels par pouce. La coque est en aluminium, avec un écran certifié Gorilla Glass 5 tout comme l'arrière. Il est équipé d'un processeur Qualcomm Snapdragon 665 avec une puce graphique Adreno 610. Il possède également un port USB réversible de Type-C.
Ce téléphone possède trois capteurs photos arrières. Le capteur principal est un Sony IMX586 de 48 Mpx, le second est un ultra grand angle de 8 Mpx et le dernier est un capteur de 2 Mpx. La caméra frontale est de 32 Mpx. La batterie est équipée d'une cellule de 4 030 mAh supportant la charge 18 W via la norme Qualcomm Quick charge 3.0.

### Système d'exploitation
Le Xiaomi Mi A3 fait partie du programme Android One de Google certifiant des mises à jours régulières.
Le téléphone tourne sous Android 9.0 Pie. La mise à jour vers la dernière version d'Android (Android 10) est fournie en 2020, avec quelques incidents.
Grâce au programme Android One, le Mi A3 possède une version Android "pure". L'interface utilisateur est similaire à celle des Google Pixel.

### Successeur
Avril 2021, un Xiaomi Mi A4 n'est toujours pas sorti, laissant penser à l'abandon de cette gamme.